# 願成寺 (佐野市)
願成寺（がんじょうじ）は、栃木県佐野市にある臨済宗建長寺派の寺院。

## 歴史
宝亀年間（770年 - 781年）、智開法印によって開山された。その後、大同年間（806年 - 810年）に寺院として整備された。天慶年間（938年 - 947年）、藤原秀郷によって中興された。
永徳年間（1381年 - 1384年）、これまで天台宗の寺院であったが、古天禅師により臨済宗に転宗した。
境内には、佐野源左衛門常世の墓がある。常世は旅の僧（北条時頼）をもてなすため、松・梅・桜の盆栽3鉢を薪にして暖をとらせた「鉢木」の逸話で知られる人物である。

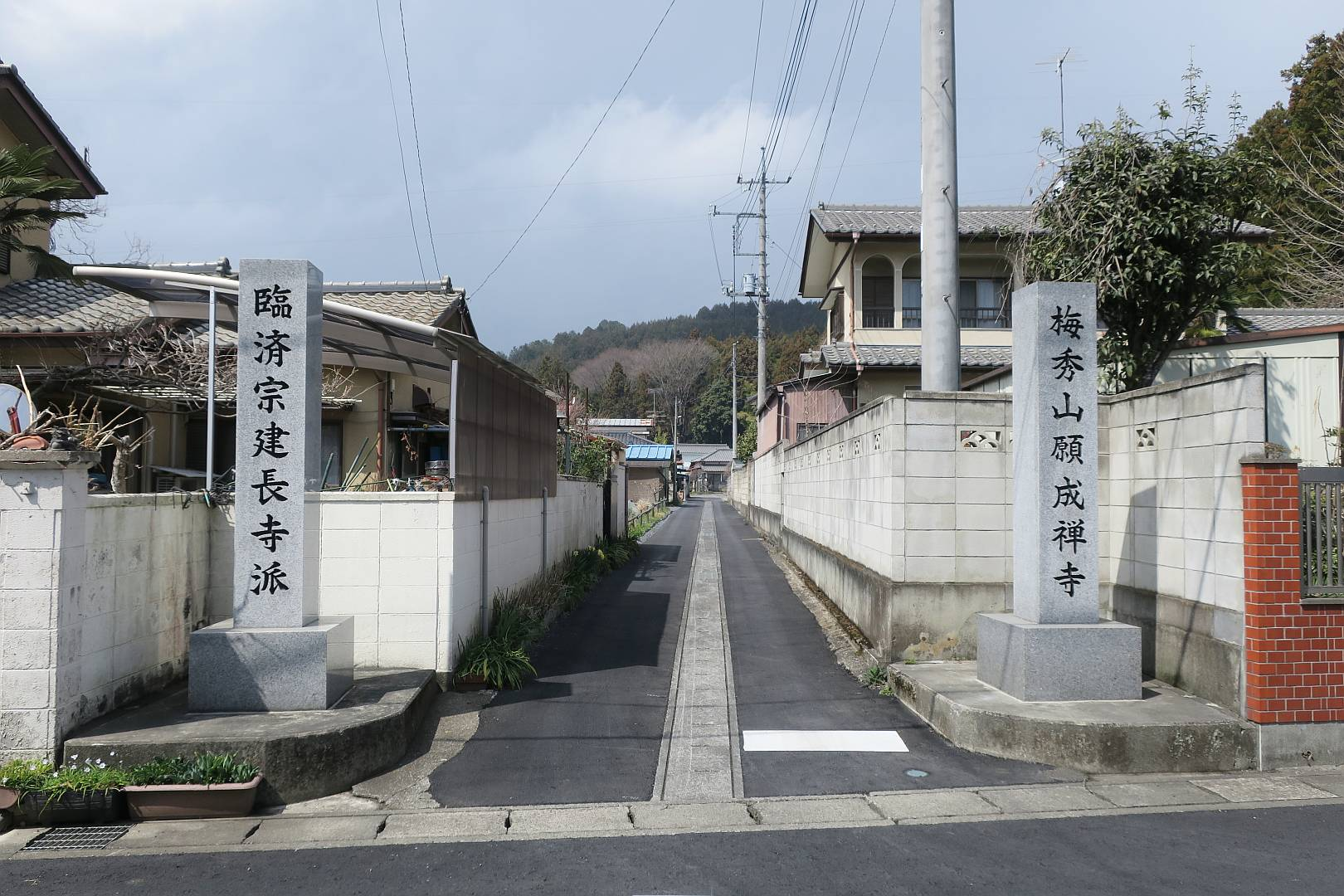
門柱
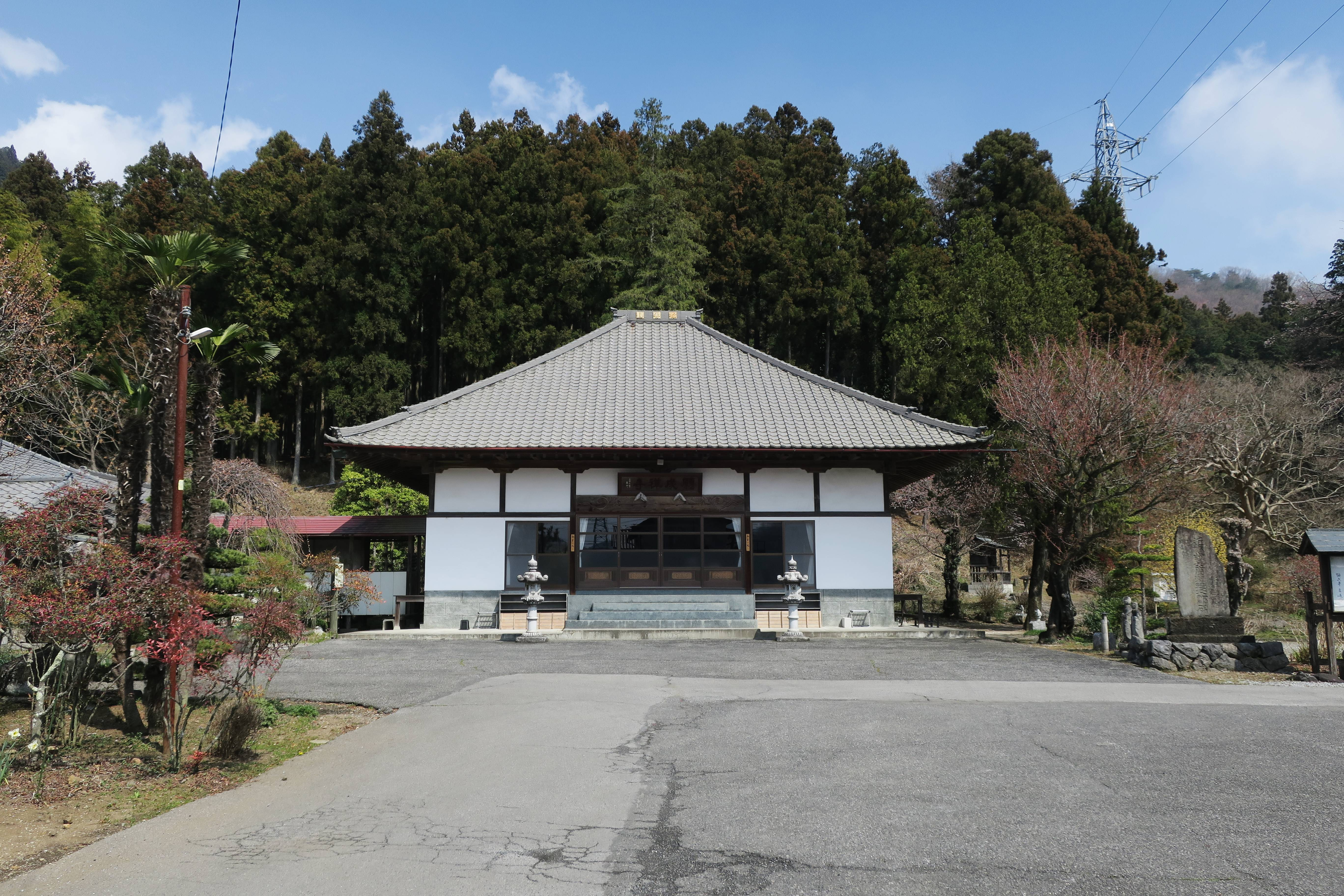
本堂
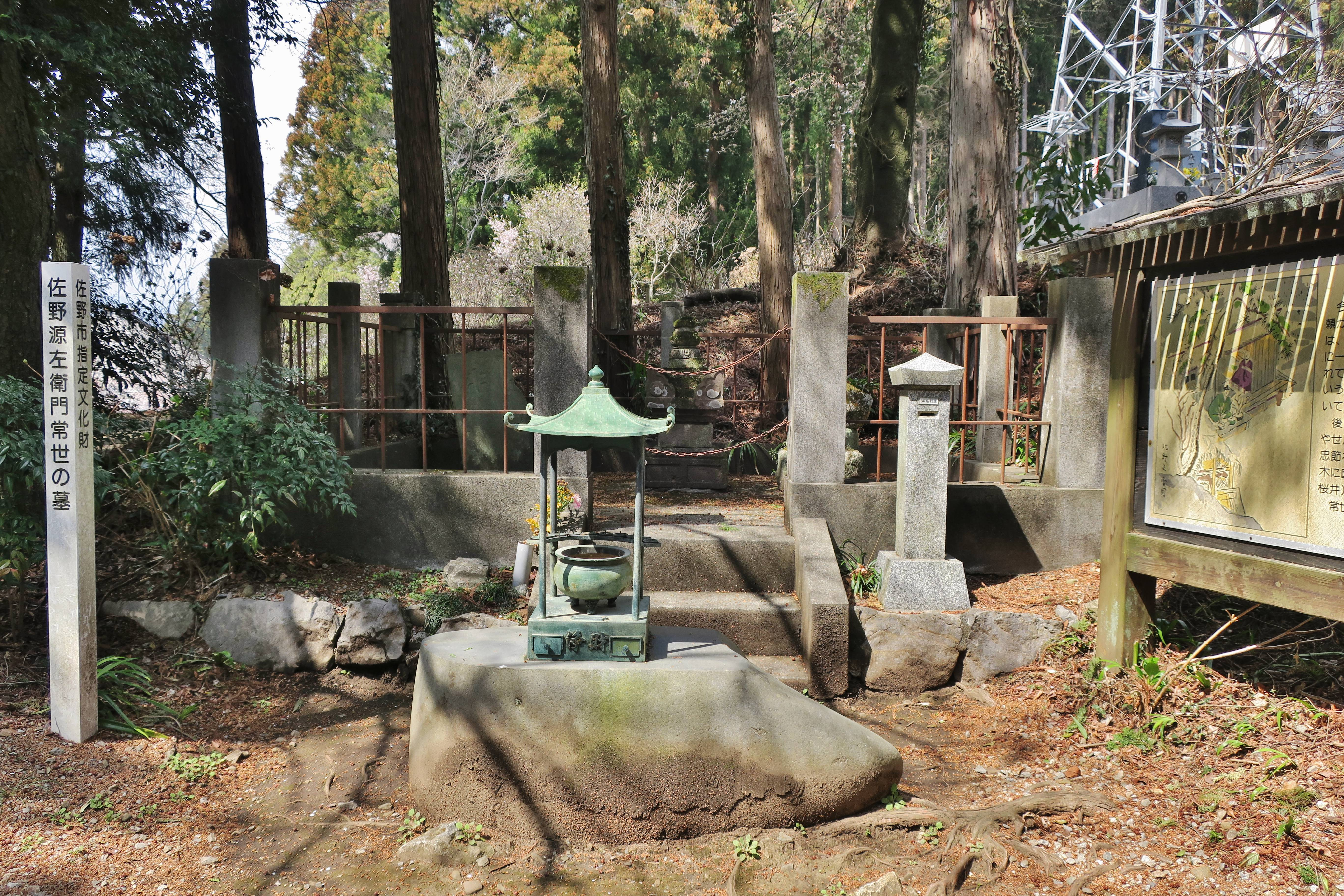
佐野源左衛門常世の墓

## 交通アクセス
- 葛生駅より徒歩28分。